# Pro Patria Gallaratese G.B. 1998-1999
Questa voce raccoglie le informazioni riguardanti la Pro Patria Gallaratese G.B. nelle competizioni ufficiali della stagione 1998-1999.

## Stagione
Nella stagione 1998-1999 la Pro Patria disputa il girone A del campionato di Serie C2, concludendo in quattordicesima posizione di classifica con 40 punti. Si salva vincendo il playout contro il Borgosesia. 
La stagione bustocca inizia con il confermato allenatore Agostino Speggiorin, che si trova a dover amalgamare i tigrotti completamente rinnovati nei ranghi, ma dopo quattro turni senza vittorie il tecnico si dimette, al suo posto viene chiamato Luciano Zecchini, con il nuovo tecnico la squadra migliora, segna qualche rete in più, ma subisce ancora troppo, al termine del girone di andata è quart'ultima con 16 punti, restano uno sbiadito ricordo i 34 punti raccolti nella scorsa stagione. 
Anche il girone di ritorno, tra alti e bassi non cambia il copione, poi però i tigrotti tirano fuori le unghie nel finale di campionato, bistrattando il Borgosesia che viene superato (0-4) nell'ultima gara del torneo. 
Anche nel playout si ritrovano come antagonista la squadra piemontese, che viene sconfitta (0-2) in Valsesia e (3-0) allo Stadio Speroni. 
Nella Coppa Italia di Serie C i bustocchi disputano il girone B di qualificazione, che ha promosso ai sedicesimi il Saronno.

## Rosa
| N. |                   | Ruolo | Calciatore            |
| -- | ----------------- | ----- | --------------------- |
|    | Italia (bandiera) | C     | Patrick Agazzone      |
|    | Italia (bandiera) | C     | Graziano Barbiero     |
|    | Italia (bandiera) | C     | Giacomo Biagi         |
|    | Italia (bandiera) | C     | Attilio Bonomi        |
|    | Italia (bandiera) | C     | Lorenzo Nicola Calvio |
|    | Italia (bandiera) | D     | Giuseppe Casabianca   |
|    | Italia (bandiera) | C     | Luis Fernando Centi   |
|    | Italia (bandiera) | C     | Lorenzo Cresta        |
|    | Italia (bandiera) | D     | Carmelo Dato          |
|    | Italia (bandiera) | D     | Luciano Dondo         |
|    | Italia (bandiera) | D     | Marco Faccio          |
|    | Italia (bandiera) | A     | Loris Guerra          |
|    | Italia (bandiera) | A     | Massimo Mezzini       |

| N. |                   | Ruolo | Calciatore            |
| -- | ----------------- | ----- | --------------------- |
|    | Italia (bandiera) | A     | Gianfranco Nardi      |
|    | Italia (bandiera) | A     | Gianbattista Olivari  |
|    | Italia (bandiera) | D     | Gianni Polvani        |
|    | Italia (bandiera) | A     | Alessandro Provenzano |
|    | Italia (bandiera) | C     | Claudio Rusconi       |
|    | Italia (bandiera) | D     | Luca Salvalaggio      |
|    | Italia (bandiera) | C     | Michele Sciannimanico |
|    | Italia (bandiera) | D     | Ildebrando Stafico    |
|    | Italia (bandiera) | C     | Andrea Tagliaferri    |
|    | Italia (bandiera) | D     | Edrick Tiozzo         |
|    | Italia (bandiera) | D     | Andrea Tubaldo        |
|    | Italia (bandiera) | P     | Nicola Visentin       |
|    | Italia (bandiera) | D     | Moreno Zocchi         |

## Risultati

### Campionato

#### Girone di andata
| Prato 6 settembre 1998 1ª giornata | Prato                  | 0 – 0 | Pro Patria | Stadio Lungobisenzio\| Arbitro: \| Alario (Civitavecchia) \| |
| Arbitro:                           | Alario (Civitavecchia) |       |            |                                                              |

| Arbitro: | Cenni (Imola) |

|                            |           |                         |
| Zocchi 1’ Centi 88’ (rig.) | Marcatori | 37’ Notari 68’ Calabria |

| Arbitro: | Rizzoli (Bologna) |

|                 |           |  |
| Del Prato 90+1’ | Marcatori |  |

| Arbitro: | Benedetto (Messina) |

|                 |           |                         |
| Tagliaferri 13’ | Marcatori | 22’ Preti 45’ Bracaloni |

| Arbitro: | Dattilo (Locri) |

|              |           |             |
| Guidetti 28’ | Marcatori | 22’ Mezzini |

| Arbitro: | Evangelista (Avellino) |

|             |           |             |
| Mozzoni 77’ | Marcatori | 61’ Mezzini |

| Arbitro: | Valensin (Milano) |

|                       |           |                                             |
| Centi 70’ Mezzini 81’ | Marcatori | 25’ Testa 58’ Fabbrini 90’ (rig.) Cavaliere |

| Arbitro: | Cannella (Palermo) |

|  |           |                       |
|  | Marcatori | 17’ Centi 53’ Mezzini |

| Arbitro: | Nigro (Torre del Greco) |

|                        |           |                          |
| Provenzano 5’, 9’, 48’ | Marcatori | 58’ Ricci 66’, 69’ Muoio |

| Arbitro: | Bonin (Trieste) |

|  |           |                              |
|  | Marcatori | 24’ (aut.) Miccoli 69’ Centi |

| Arbitro: | Battistella (Conegliano) |

|                       |           |                |
| Provenzano 58’ (rig.) | Marcatori | 24’ Bonuccelli |

| Arbitro: | Dattilo (Locri) |

|                                                       |           |                                                  |
| Temelin 10’, 85’ Centi 45+3’ (aut.) Maiolo 80’ (rig.) | Marcatori | 5’ Tagliaferri 30’ Mezzini 89’ (rig.) Provenzano |

| Arbitro: | Ciccoianni (Ascoli Piceno) |

|  |           |                                                 |
|  | Marcatori | 64’ (rig.) Dellagiovanna 67’ Laureri 86’ Pupita |

| Arbitro: | Bernabini (Roma) |

|                   |           |  |
| Sanguinetti 45+1’ | Marcatori |  |

| Arbitro: | Cirone (Palermo) |

|                             |           |             |
| Nardi 4’ A. Bonomi 33’, 39’ | Marcatori | 47’ Caselli |

| Arbitro: | Ponzalli (Firenze) |

|             |           |  |
| Randazzo 3’ | Marcatori |  |

| Arbitro: | Cecotti (Udine) |

|            |           |          |
| Mezzini 4’ | Marcatori | 31’ Casu |

#### Girone di ritorno
| Arbitro: | Urbano (Carbonia) |

|  |           |             |
|  | Marcatori | 45’ Lanzara |

| Arbitro: | Palanca (Roma) |

|  |           |            |
|  | Marcatori | 26’ Guerra |

| Arbitro: | Semeraro (Taranto) |

|             |           |  |
| Mezzini 90’ | Marcatori |  |

| Novara 31 gennaio 1999 21ª giornata | Novara            | 0 – 0 | Pro Patria | Stadio Silvio Piola\| Arbitro: \| Valensin (Milano) \| |
| Arbitro:                            | Valensin (Milano) |       |            |                                                        |

| Busto Arsizio 7 febbraio 1999 22ª giornata | Pro Patria        | 0 – 0 | Biellese | Stadio Carlo Speroni\| Arbitro: \| G. Rossi (Rimini) \| |
| Arbitro:                                   | G. Rossi (Rimini) |       |          |                                                         |

| Arbitro: | Cannella (Palermo) |

|           |           |          |
| Guerra 4’ | Marcatori | 22’ Lupo |

| Arbitro: | Benedetti (Vicenza) |

|                                     |           |            |
| L. Beghetto 36’ Ragagnin 38’ (rig.) | Marcatori | 79’ Guerra |

| Arbitro: | Ferrari (Roma) |

|                       |           |             |
| Provenzano 19’ (rig.) | Marcatori | 56’ Giraldi |

| Arbitro: | Ardito (Bari) |

|                           |           |             |
| Ricci 45+1’ Andreotti 77’ | Marcatori | 54’ Mezzini |

| Arbitro: | Ferro (Frattamaggiore) |

|               |           |          |
| A. Bonomi 90’ | Marcatori | 43’ Dosi |

| Arbitro: | Trefoloni (Siena) |

|               |           |                                  |
| Di Natale 51’ | Marcatori | 48’ Tagliaferri 73’ (rig.) Centi |

| Arbitro: | Carrer (Conegliano) |

|                            |           |                    |
| Provenzano 21’ Mezzini 31’ | Marcatori | 85’ (rig.) Temelin |

| Arbitro: | Palanca (Roma) |

|            |           |  |
| Ghetti 29’ | Marcatori |  |

| Arbitro: | Cenni (Imola) |

|            |           |                |
| Faccio 50’ | Marcatori | 79’ Campedelli |

| Arbitro: | P. Rossi (Forlì) |

|                |           |                                          |
| Bertarelli 56’ | Marcatori | 39’ Olivari 45+3’ Provenzano 51’ Mezzini |

| Arbitro: | Dondarini (Finale Emilia) |

|  |           |                             |
|  | Marcatori | 44’ Fiorentini 90+2’ Lapini |

| Arbitro: | Manari (Teramo) |

|  |           |                                    |
|  | Marcatori | 17’, 81’ Biagi 45’, 77’ Provenzano |

#### Play-out
| Arbitro: | Ambrosino (Torre del Greco) |

|  |           |                        |
|  | Marcatori | 78’ Faccio 85’ Mezzini |

| Arbitro: | Girardi (San Donà di Piave) |

|                                        |           |  |
| Olivari 56’ Mezzini 60’ Casablanca 73’ | Marcatori |  |

### Coppa Italia Serie C

#### Fase eliminatoria a gironi
| 23 agosto 1998 1ª giornata |  | – Turno di riposo Pro Patria |  |  |

| Arbitro: | Calcagno (Nichelino) |

|                       |           |            |
| Provenzano 55’ (rig.) | Marcatori | 59’ Lauria |

| Arbitro: | Cavallaro (Legnago) |

|                           |           |  |
| Olivari 9’ Provenzano 73’ | Marcatori |  |

| Voghera 9 settembre 1998 4ª giornata | Voghera            | 0 – 0 | Pro Patria | Stadio Comunale\| Arbitro: \| Griselli (Livorno) \| |
| Arbitro:                             | Griselli (Livorno) |       |            |                                                     |

| Arbitro: | Pozzi (Como) |

|                          |           |  |
| Riberti 29’ Giometti 78’ | Marcatori |  |